# Kosekans
Kosekans (znanstv. lat. cosecans, skaćeno od lat. complementi secans, 'sekans komplementarnoga kuta') jest trigonometrijska funkcija. Jednak je omjeru hipotenuze pravokutnog trokuta i katete koja je kutu nasuprot, to jest jednak je recipročnoj vrijednosti sinusa. Graf ove funkcije nalikuje onomu sekansa, ali pomaknut je udesno za π/2. Oznaka je cosec.
{\displaystyle csca={\frac {1}{\sin a}}}
{\displaystyle csc(\alpha )={\frac {l_{\rm {Hy}}}{l_{\rm {GK}}}}={\frac {c}{a}}}